# Dmitrij Děbelka
Dmitrij Vladimirovič Děbelka nebo Dzmitryj (Zmicer) Uladzimiravič Dzjabjolka (7. ledna 1976 – únor 2022) byl běloruský zápasník – klasik, bronzový olympijský medailista z roku 2000.

## Sportovní kariéra
Zápasu řecko-římském se věnoval od svých 13 let v Minsku. Připravoval se pod vedením Vladimira Kocevenka. V běloruské mužské reprezentaci se pohyboval od roku 1994 v nejtěžší váze do 130 kg. V roce 1996 se na olympijské hry v Atlantě nekvalifikoval. Na svou olympijskou premiéru si počkal do roku 2000. Na olympijských hrách v Sydney byl nalosován do hratelné skupiny, ze které postoupil jako vítěz do čtvrtfinále. Ve čtvrtfinále vyřadil favorizovaného Kubánce Héctora Miliána 1:0 na body. Jeho semifinálový soupeř Alexandr Karelin však další překvapení nepřipustil a poslal ho do boje o třetí místo, ve kterém porazil 1:0 na body zklamaného Jurije Jevsejčyka z Izraele a získal nečekanou bronzovou olympijskou medaili. Na tento úspěch v dalších letech nenavazoval kvůli z počátku neznámým zdravotním problémům. V roce 2003 mu byla diagnostikována vážná choroba ledvin, kvůli které musel zanechat sportovní kariéry. V roce 2006 podstoupil transplantaci ledvin. Věnoval se trenérské práci s dětmi.

## Výsledky
| Turnaj             |      |      |      |      |      |      |      |      |      |      |
| Turnaj             | 1994 | 1995 | 1996 | 1997 | 1998 | 1999 | 2000 | 2001 | 2002 | 2003 |
| Turnaj             | 18   | 19   | 20   | 21   | 22   | 23   | 24   | 25   | 26   | 27   |
| -130               | -130 | -130 | -130 | -130 | -130 | -130 | -130 | -130 | -120 | -120 |
| ------------------ | ---- | ---- | ---- | ---- | ---- | ---- | ---- | ---- | ---- | ---- |
| Olympijské hry     |      |      | —    |      |      |      | 3.   |      |      |      |
| Mistrovství světa  | úč.  | úč.  |      | —    | —    | úč.  |      | úč.  | úč.  | úč.  |
| Mistrovství Evropy | —    | —    | úč.  | —    | 5.   | 6.   | úč.  | —    | úč.  | 5.   |
| MS nadějí          |      | 1.   |      |      |      |      |      |      |      |      |
| MS juniorů         | 1.   |      |      |      |      |      |      |      |      |      |